# Pana (Pompoï)
Pour les articles homonymes, voir Pana.
Ne doit pas être confondu avec Pani (Pompoï).
Pana est une localité située dans le département de Pompoï de la province des Balé dans la région de la Boucle du Mouhoun au Burkina Faso.

## Santé et éducation
Le village possède une école primaire publique.